# Taygete citrinella
Taygete citrinella is een vlinder uit de familie van de dominomotten (Autostichidae). De wetenschappelijke naam van de soort werd voor het eerst geldig gepubliceerd in 1920 door William Barnes.